# Pietro Germi
Pietro Germi, född 14 september 1914 i Genua, död 5 december 1974 i Rom, var en italiensk skådespelare, manusförfattare och filmregissör.

## Filmografi i urval
- 1949 – I lagens namn (manus och regi)
- 1956 – Stoppljus (manus, regi och roll)
- 1959 – Mördare utan alibi (manus, regi och roll)
- 1959 – Fem brännmärkta kvinnor (endast roll)
- 1961 – Skilsmässa på italienska (manus och regi)
- 1964 – Förförd på italienska (manus och regi)
- 1966 – Otrogen på italienska (manus, regi och produktion)
- 1967 – För mycket för en man (manus, regi och produktion)
- 1972 – Kärleksprovet (manus och regi)
- 1975 – Det gamla gänget (manus och regi)